# Yu-Gi-Oh! Master Duel
Yu-Gi-Oh! Master Duel es un videojuego de cartas free to play basado en la popular franquicia Yu-Gi-Oh!. Desarrollado y distribuido por el propietario de la franquicia, Konami. En un primer lugar, Konami anunció que el juego se lanzaría en invierno de 2021, pero finalmente estrenó el 19 de enero de 2022.

## Jugabilidad
El juego como tal es una representación fidedigna de los duelos con cartas en la vida real, siendo una versión mejorada de anteriores entregas de la saga. Los efectos visuales están diseñados de manera similar al anime de Yu-Gi-Oh! y las mecánicas de jugabilidad y de los duelos son directamente exportadas del manual del juego. El juego cuenta con 10,936 cartas en su inventario, aunque incluye algunas que fueron denegadas con anterioridad a la creación del juego por la compañía y no pueden utilizarse en duelos. El juego cuenta con un sistema de obtención de cartas a través de paquetes que se adquieren en la tienda del juego, los cuales se compran con la moneda del juego, que puede obtenerse jugando o comprándolas con dinero real.
El título cuenta con crossplay entre todas las plataformas en las que está disponible, además, también tiene disponible la opción de utilizar la misma cuenta en diferentes plataformas, guardando el progreso del jugador mediante Konami ID.

## Desarrollo
El desarrollo del título comenzó en 2019, y aunque Konami todavía daba soporte a Yu-Gi-Oh! Duel Links, estrenado en 2017, tenían planes de desarrollar un nuevo juego que llamara la atención de jugadores más experimentados, a diferencia de Duel Links, que era para jugadores más casuales. Durante el desarrollo del juego, surgió la idea de implementar un modo de juego que se pudiera jugar en solitario, participando en duelos contra la IA. Eventualmente esto derivó en la implementación del Modo Solo en Master Duel.

## Recepción
El juego tuvo un recibimiento positivo, a los pocos días de haber estrenado, se convirtió en uno de los títulos más jugados de Steam.